# بارادال
بارادال (به لاتین: Baradal) یک روستا در بنگلادش است که در استان باریسال و در ناحیه پیروج‌پور واقع شده‌است.